# Bing Crosby Sings the Great Country Hits
Bing Crosby Sings the Great Country Hits – album winylowy autorstwa Binga Crosby'ego z piosenkami o tematyce country, nagrany dla Capitol Records w dniach 29 i 31 października 1963 roku. Został wydany dwa lata później w październiku 1965 roku.
Album został wydany ponownie w formacie płyty CD w 2009 roku.

## Lista utworów
| Tytuł | Tytuł                      | Długość |
| ----- | -------------------------- | ------- |
| 1.    | „Oh Lonesome Me”           | 2:51    |
| 2.    | „Heartaches by the Number” | 2:53    |
| 3.    | „Four Walls”               | 3:43    |
| 4.    | „Crazy Arms”               | 2:25    |
| 5.    | „Bouquet of Roses”         | 2:36    |
| 6.    | „Wabash Cannonball”        | 2:09    |

| Tytuł | Tytuł                 | Długość |
| ----- | --------------------- | ------- |
| 1.    | „Wolverton Mountain”  | 3:02    |
| 2.    | „Hello Walls”         | 2:07    |
| 3.    | „A Little Bitty Tear” | 2:25    |
| 4.    | „Jealous Heart”       | 2:37    |
| 5.    | „Still”               | 2:51    |
| 6.    | „Sunflower”           | 2:08    |